# Eutelia leucographa
Eutelia leucographa là một loài bướm đêm trong họ Noctuidae.